# ジェレミー・レイン
ジェレミー・レイン（Jeremy Lane 1990年7月14日- ）はテキサス州タイラー出身のアメリカンフットボール選手。ポジションはコーナーバック。

## 経歴
ノースウェスタン州立大学では、セイフティとコーナーバックとして4年間プレーし、138タックル、24パスディフェンス、4インターセプト、3ファンブルリカバーをあげた。4年次の2011年には10試合の先発を含む11試合にコーナーバックとして出場し、43タックル、2インターセプト、2ファンブルリカバーをあげた。
ドラフト前のプロデイでは、40ヤード走で4秒48を出した。
2012年のNFLドラフト6巡でシアトル・シーホークスに指名された。5月7日、チームと契約を結んだ。5月25日のチーム合同練習では、WRベン・オブマヌと小競り合いを演じた。プレシーズンゲーム最終週のオークランド・レイダース戦では、マット・ライナートのパスをインターセプトした。
シーズン中、ブランドン・ブラウナーの出場停止やウォルター・サーモンド、マーカス・トルファントの負傷により、終盤の3試合では先発出場も果たした。